# Mecyna grisealis
Mecyna grisealis là một loài bướm đêm trong họ Crambidae.